# Právo na zdravé životní prostředí
Právo na zdravé životní prostředí nebo právo na udržitelné a zdravé životní prostředí je lidské právo obhajované organizacemi na ochranu lidských práv a ekologickými organizacemi na ochranu ekologických systémů, které zajišťují lidské zdraví. Toto právo uznala Rada OSN pro lidská práva na svém 48. zasedání v říjnu 2021 v rezoluci HRC/RES/48/13. Právo je často základem obrany lidských práv ochránci životního prostředí, jako jsou obránci půdy, ochránci vody a aktivisté za práva domorodců.
Právo je propojeno s dalšími lidskými právy zaměřenými na zdraví, jako je právo na vodu a hygienu, právo na jídlo a právo na zdraví. Právo na zdravé životní prostředí využívá lidskoprávní přístup k ochraně kvality životního prostředí; tento přístup řeší dopad škod na životním prostředí na jednotlivé lidi, na rozdíl od tradičnějšího přístupu regulace životního prostředí, který se zaměřuje na dopady na jiné státy nebo na životní prostředí samotné. Dalším přístupem k ochraně životního prostředí jsou práva přírody, která se snaží rozšířit práva lidí a korporací také na přírodu.

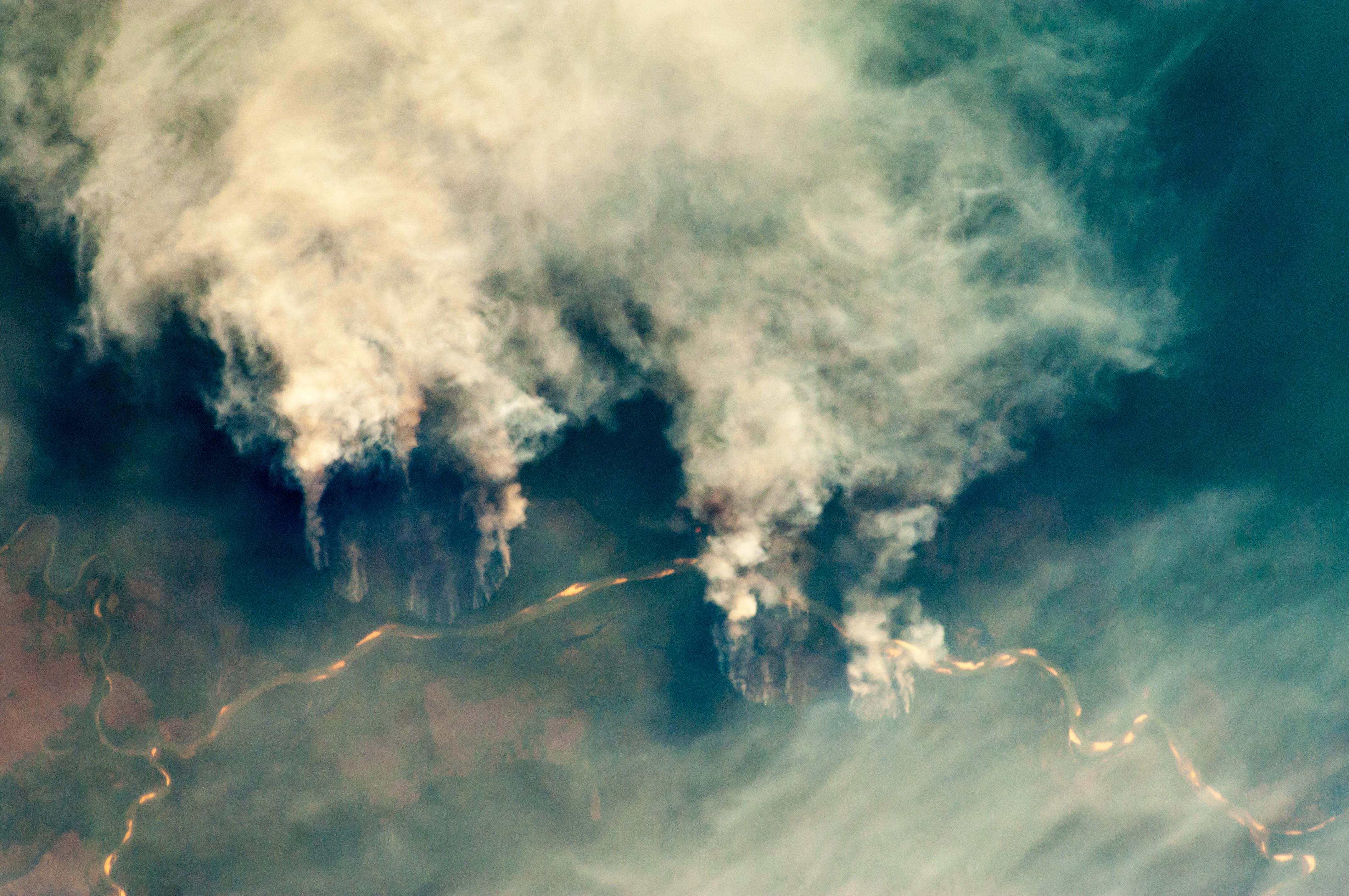
Odlesňování kácením a vypalováním podél brazilského Rio Xingu ohrožuje práva původních obyvatel na půdu i širší právo na zdravé životní prostředí. Judikatura, jako je případ Columbian Climate chránící amazonský prales před odlesňováním, se historicky opírala o práva přírody a dětí. Právo na zdravé životní prostředí by poskytovalo dodatečnou ochranu.

## Role státu
Právo zakládá povinnost státu regulovat a prosazovat zákony o životním prostředí, kontrolovat znečištění a jinak poskytovat spravedlnost a ochranu komunitám poškozeným problémy životního prostředí. Právo na zdravé životní prostředí bylo důležitým právem pro vytváření environmentálních právních precedentů pro soudní spory v oblasti změny klimatu a další environmentální otázky.

## Mezinárodní přístupy
Hlavní nástroje OSN v oblasti lidských práv, jako je Všeobecná deklarace lidských práv, Mezinárodní pakt o občanských a politických právech nebo Mezinárodní pakt o hospodářských, sociálních a kulturních právech, historicky neuznávají právo na zdravé životní prostředí. Stockholmská deklarace z roku 1972 toto právo uznává, ale není právně závazným dokumentem. Deklarace z Ria z roku 1992 nepoužívá jazyk lidských práv, ačkoli uvádí, že jednotlivci mají mít přístup k informacím o záležitostech životního prostředí, účast na rozhodování a přístup ke spravedlnosti. Aktuálně navrhovaná rezoluce OSN, Globální pakt pro životní prostředí, bude-li přijata, bude prvním nástrojem OSN pro lidská práva, který bude zahrnovat právo na zdravé životní prostředí.
Nezávisle toto právo v nějaké formě prostřednictvím legislativy, soudního sporu, ústavního práva, smluvního práva nebo jiné právní autority uznalo více než 150 států v OSN. Právo na zdravé životní prostředí zahrnují například Africká charta lidských práv a práv národů, Americká úmluva o lidských právech, Dohoda z Escazu, Arabská charta lidských práv a Deklarace lidských práv ASEAN. Jiné rámce lidských práv, jako je Úmluva o právech dítěte, odkazují na otázky životního prostředí, protože se týkají zaměření rámce, v tomto případě práv dětí.
Zvláštní zpravodajové OSN pro lidská práva a životní prostředí John H. Knox (2012–2018) a David R. Boyd (2018–) vydali doporučení, jak tato práva formalizovat v mezinárodním právu. To bylo schváleno řadou výborů na úrovni OSN, stejně jako místními právními komunity, jako je New York City Bar, v roce 2020.
Právo na zdravé životní prostředí je jádrem mezinárodního přístupu k lidským právům a změně klimatu. Účinky změny klimatu na lidská práva uvádí OHCHR v přehledu s nejčastějšími otázkami na toto téma.

### Rezoluce Rady OSN pro lidská práva
V roce 2021 Rada OSN pro lidská práva na svém 48. zasedání přijala rezoluci (předloženou hlavní skupinou zahrnující Kostariku, Maroko, Slovinsko, Švýcarsko a Maledivy, přičemž Kostarika vedla tvorbu konceptu), která uznává „lidské právo na čisté, zdravé a udržitelné životní prostředí“, což je poprvé, kdy tato organizace prohlásila, že se jedná o lidské právo. Rezoluce není právně závazná, ale „vyzývá Valné shromáždění OSN, aby záležitost zvážilo“.
V roce 2022 se na štrasburské konferenci „Lidská práva pro planetu” zdůrazňovalo, že v Evropské úmluvě o ochraně lidských práv stále neexistuje žádné ustanovení, které by zaručovalo právo na zdravé životní prostředí, a u soudu tak nelze uplatňovat hmotněprávní nárok prokazováním negativního vlivu životního prostředí na vlastní blahobyt nebo život.

## V Česku
V Česku právo na příznivé životní prostředí obsahuje i Ústava ČR, nicméně článek 7 Ústavy pouze stanoví, že stát dbá o šetrné využívání přírodních zdrojů a ochranu přírodního bohatství. Listina základních práv a svobod publikovaná ve Sbírce zákonů pod č. 2/1993 článkem 35 odst. 3 výslovně ukládá všem povinnost ustanovením, že při výkonu svých práv nikdo nesmí ohrožovat ani poškozovat životní prostředí, přírodní zdroje, druhové bohatství přírody a kulturní památky nad míru stanovenou zákonem a už v odstavci 1 Listiny ukládá právo každého na příznivé životní prostředí, nicméně pojem „příznivé životní prostředí“ nedefinuje. Na rozdíl od Slovenska v ČR ještě v roce 2015 chybělo výslovné stanovení „povinnosti každého chránit životní prostředí a kulturní dědictví“. Ve slovenské Ústavě to ukládá článek 44.
V říjnu 2015 se tématu věnovala pražská konference Akademie věd ČR s názvem „Základní lidské právo na příznivé životní prostředí“, již pořádal Ústav státu a práva AV ČR.
V roce 2020 se k petici organizace BirdLife International s požadavkem na uznání nového lidského práva jako součásti Listiny základních práv a svobod připojila například Česká společnost ornitologická.

## Ve filmu
Norský krátkometrážní dokumentární film Každý má právo (2021, v norském originále Enhver har rett til) se věnuje soudnímu případu, kdy se dvě environmentální organizace v Norsku pokusily o aktivaci do té doby nečinného článku 112 norské ústavy, aby zastavily plány na otevření nových ropných polí ve zranitelných přírodních oblastech v Arktidě. Zmíněný článek 112 ústavy z roku 1992 říká: „Každý člověk má právo na prostředí příznivé pro zdraví a na přírodní prostředí, jehož produktivita a rozmanitost budou zachovány. S přírodními zdroji bude nakládáno na základě komplexních dlouhodobých úvah, které toto právo ochrání i pro budoucí generace.“ Film byl uveden v roce 2022 na 26. Mezinárodním festivalu dokumentárních filmů Ji.hlava.